# Боинг B-17
Boeing B-17 Flying Fortress (в превод от английски: „Летяща крепост“) е американски тежък бомбардировач с четири двигателя, разработен през 1930-те години.
Съревновавайки се с Douglas и Martin за спечелване на договор за построяване на 200 бомбардировача, Boeing се представя по-добре и от двата си конкурента и надхвърля очакванията на поръчителя, Въздушния корпус на армията на Съединените щати. Макар Boeing да губи договора (в полза на Douglas B-18 Bolo), тъй като прототипът се разбива, въздушните войски нареждат построяването на още 13 самолета B-17 за по-нататъшно оценяване. От въвеждането си през 1938 г. B-17 Flying Fortress еволюира през различни дизайни, превръщайки се в третия най-произвеждан бомбардировач на всички времена след B-24 и Ju 88.
B-17 се използва главно от Въздушния корпус на армията на Съединените щати по време на дневната кампания на стратегически бомбардировки през Втората световна война срещу германски промишлени и военни цели. Американските 8-а въздушна армия, разположена на летища из централна, източна и южна Англия, и 15-а въздушна армия, базирана в Италия, допълват нощните бомбардировки на Британските ВВС с цел да се осигури въздушно превъзходство над градове, заводи и бойни полета в Западна Европа в хода на подготовката за нахлуването във Франция през 1944 г. B-17 участва и в Тихоокеанската кампания, нанасяйки въздушни удари по японски товари и летища.
Още отпреди войната американските въздушни сили рекламират самолета като стратегическо оръжие. Той е относително бърз, с висок полет, с голям обсег и с тежко отбранително въоръжение за сметка на бомбения товар. Той си спечелва репутацията на много здрав самолет, която се гради на истории и снимки на силно повредени B-17, кои са се върнали в база. Бомбардировачите B-17 пускат повече бомби от който и да е друг американски самолет през войната. От около 1,5 млн. тона бомби, пуснати над Нацистка Германия и окупираните ѝ територии от американски самолети, над 640 хил. тона падат от B-17. Освен като бомбардировач, B-17 се използва и като транспортен, противоподводен и спасителен самолет.
Към октомври 2019 г. са останали 9 годни за полет самолета B-17, като никой от тях никога не е участвал в битка.

## Разработка
На 8 август 1934 г. Въздушният корпус на армията на Съединените щати обявява договор за многодвигателен бомбардировач, който да замени Martin B-10. Военните търсят бомбардировач, който е способен да поддържа частите в Хаваи, Панама и Аляска. Изискванията им са той да може да лети с адекватен бомбен товар на височина поне 3000 m в продължение на 10 часа и да развива поне 320 km/h.
Те, също така, желаят (но не изискват) обсег от 3200 km и скорост от 400 km/h. Съревнованието за договора трябва да се реши от летателно изпитание между Douglas DB-1, Martin 146 и дизайна на Boeing от летището Уилбър Райт в Дейтън, Охайо.
Прототипът B-17 със заводско обозначение Модел 299 на Boeing е проектиран от екип инженери, ръководен от Е. Гифорд Емери и Едуард Къртис Уелс, и е построен със средства на Boeing. Той включва черти на експерименталния Boeing XB-15 и на транспортния Boeing 247. Въоръжението на B-17 е представено от пет 7,62-милиметрови картечници и капацитет от 2200 kg бомби, разположени в две редици зад кокпита. Самолетът се задвижва от четири звездообразни двигателя Pratt & Whitney R-1690 Hornet, всеки с мощност 750 конски сили (600 kW) на височина 2100 m.
Първият полет на Модел 299 се състои на 28 юли 1935 г. под ръководството на главния изпитателен пилот на Boeing Лесли Тауър. На предния ден Ричард Уилямс, репортер за вестника The Seattle Times, го нарича „Летяща крепост“ (на английски: Flying Fortress), когато вижда големия брой картечници, стърчащи от новия самолет. Най-отличителна е картечницата на носа, която позволява стрелбата под почти всички фронтални ъгли.
Boeing бързо осъзнава стойността на името и го запазва като марка. Освен това, компанията твърди в първите си прессъобщения за Модел 299, че това е първият боен самолет, който може да продължи мисията си, дори след като е загубил единия от четирите си двигателя. На 20 август 1935 г. прототипът прави полет от Сиатъл до летище Уилбър Райт за 9 часа и 3 минути, като средната му крайцерска скорост е 406 km/h - много по-бързо от конкурентите му.
По време на съревнованието представянето на самолета на Boeing превъзхожда това на DB-1 и Martin 146. Генерал-майор Франк Андрюс вярва, че способностите на големия самолет с четири двигателя надхвърлят тези на другите два самолета с по два двигателя и че B-17 подхожда повече на новата доктрина на Въздушния корпус. Мнението му е споделяно и от други офицери и още преди състезанието да е приключило, те предлагат да се закупят 65 бройки B-17.
Разработването на модела продължава и на 30 октомври 1935 г. изпитателният пилот от Въздушния корпус майор Плойър Питър Хил и пилотът на Boeing Лес Тауър тръгват на втори изпитателен полет на Модел 299. Екипажът забравя да освободи механизма, който заключва контролните повърхности, докато самолетът е на земята, и след излитане самолетът навлиза в стръмно изкачване, спира във въздуха, насочва се с носа надолу и се разбива, убивайки Хил и Тауър.
Разбилият се Модел 299 е дисквалифициран от съревнованието. И докато въздушните войски все още са ентусиазирани за потенциала на самолета, държавните служители са обезсърчени от цената му. Douglas обявява цена за бройка от 58 200 долара (1,09 млн. днес) при поръчка от 220 самолета, докато Boeing предлага 99 620 долара (1,86 млн. днес). Началник-щабът Малин Крейг нарежда 133 самолета DB-1.
Въпреки това, Въздушният корпус на армията е впечатлен от общото представяне на прототипа и на 17 януари 1936 г., възползвайки се от правна вратичка, са поръчани 13 самолета YB-17 (обозначавани като Y1B-17 след ноември 1936 г.) за изпитания. YB-17 включва редица значителни промени спрямо Модел 299, сред които и по-мощни двигатели Wright R-1820 Cyclone. Макар прототипът никога да не получава военно серийно обозначение (обозначението B-17 се появява официално чак през януари 1936 г.), терминът XB-17 се използва със задна дата за наричане на първата „Летяща крепост“.
Между 1 март и 4 август 1937 г. са доставени 12 от 13-те Y1B-17 на 2-ра бомбардировъчна група при летището Лангли във Вирджиния за оперативно развитие и летателни изпитания. Едно от приетите предложения е употребата на карта със задължителни проверки, което да намали инцидентите, като този сполетял Модел 299. Една от първите мисии включва три B-17, навигирани от лейтенант Къртис Лемей, като целта им е да прихванат и фотографират италианския лайнер „Рекс“, намиращ се на почти 1000 km от атлантическото крайбрежие. Мисията е успешна и получава голяма популярност.
През следващите години самолетът продължава да се усъвършенства – въздушната рамка е подсилена и са снабдени турбогенератори General Electric. Когато изпитанията приключват, самолетите Y1B-17 и Y1B-17A получава обозначения съответно B-17 и B-17A.
Съпротивата срещу амбициите на Въздушния корпус за закупуване на още B-17 намалява и към края на 1937 г. са поръчани още 10 самолета B-17B, които да влязат в редиците на групите за бомбардировки. Подобрени с по-големи задкрилки и рул и 10-панелен плексигласов нос, новите B-17B са доставени на пет малки партиди между юли 1939 г. и март 1940 г. През юли 1940 г. е издадена заповед за доставянето на 512 бройки B-17, но към момента на нападението над Пърл Харбър през декември 1941 г. на служба са по-малко от 200 B-17.
С влизането на САЩ във войната, производството на самолети се ускорява много бързо, като в един момент B-17 дори държи рекорда за най-бърза скорост на производство от всички големи самолети. Той служи във всеки театър на бойните действия на войната и към края на производството си през май 1945 г. са построени 12 731 бройки.

## Дизайн и варианти
| Вариант      | Произведени | Първи полет         |
| ------------ | ----------- | ------------------- |
| Модел 299    | 1           | 28 юли 1935 г.      |
| YB-17        | 13          | 2 декември 1936 г.  |
| YB-17A       | 1           | 29 април 1938 г.    |
| B-17B        | 39          | 27 юни 1939 г.      |
| B-17C        | 38          | 21 юли 1940 г.      |
| B-17D        | 42          | 3 февруари 1941 г.  |
| B-17E        | 512         | 5 септември 1941 г. |
| B-17F (общо) | 3405        | 30 май 1942 г.      |
| B-17F-BO     | 2300        | [ 44 ]              |
| B-17F-DL     | 605         | [ 44 ]              |
| B-17F-VE     | 500         | [ 44 ]              |
| B-17G (общо) | 8680        | 16 август 1943 г.   |
| B-17G-BO     | 4035        |                     |
| B-17G-DL     | 2395        |                     |
| B-17G-VE     | 2250        |                     |
| Общо         | 12 731      |                     |

Самолетът претърпява множество промени във всеки от своите етапи на проектиране и варианти. От 13-те поръчани YB-17 за изпитания, 12 се използват от 2-ра бомбардировъчна група в Лангли, Вирджиния, за разработване на техники за тежки бомбардировки, а 13-ият се използва за тестови полети в Райт, Охайо. Опитите с този самолет водят до употребата на четири турбокомпресора на General Electric, които по-късно се превръщат в стандартни за линията B-17. 14-и самолет, обозначен YB-17A, първоначално е предназначен само за изпитания и е снабден с турбокомпресори, но по-късно е преобозначен като B-17A след приключването на опитите.
С разработването на производствената линия, инженерите на Boeing продължават да подобряват основния дизайн на самолета. За да се подобри представянето му при ниска скорост, B-17B е изменен така, че да включва по-големи рулове и задкрилки. При B-17C се преминава от три издути картечни гнезда с овална форма до два неравни овални отвора, а в ниския фюзелаж е поставена допълнителна картечница, по подобие на германския среден бомбардировач Heinkel He 111.
И докато моделите от A до D на B-17 се проектират с повече защита, големият B-17E е първият модел, който се фокусира главно върху офанзивно сражение. B-17E представлява обширна ревизия на дизайна на Модел 299. Фюзелажът е удължен с 3 метра, добавени са уголемен заден фюзелаж, рул, вертикален и хоризонтален стабилизатор. В новата опашка е добавено картечно гнездо, а носът остава относително същият като по-ранните варианти от B до D. Добавен е електрически задвижван дорсален оръдеен купол Sperry зад кокпита. Подобно задвижван купол е поставен отдолу на самолета, точно зад бомбения отсек, заменяйки относително трудния за използване модел 645705-D. Тези модификации водят до 20% покачване на теглото на летателния апарат. Двигателите Wright R-1820 Cyclone на B-17 получават все по-мощни обновления, а броят на картечните гнезда също се увеличава.
Вариантите B-17F са основните, които се използват в 8-а въздушна сила, изправила се срещу германските сили през 1943 г. Именно чрез тях се стандартизира долния купол на Sperry за защита. Два експериментални варианта на B-17 летят под различни обозначения: XB-38 Flying Fortress и YB-40 Flying Fortress. XB-38 изпробва двигателите с течно охлаждане Allison V-1710, в случай че двигателите Wright на B-17 вече не са налични. Единственият прототип на XB-38 се разбива по време на деветия си полет. След това двигателят Allison V-1710 решават да се използва на изтребители. YB-40 е тежко въоръжена модификация на стандартния B-17, която се използва преди P-51 Mustang, ефективен изтребител с голям обсег, да започне да се използва като ескорт. Допълнителното въоръжение включва още един дорсален купол в радио отсека, дистанционно управляем купол точно под бомбения отсек и две 12,7-mm оръдия от двете страни на самолета. Самолетът носи общо 11 000 амуниции. Всички тези модификации правят YB-40 по-тежък с над 4500 kg спрямо напълно натоварен B-17F. Самолетите YB-40 с многобройните си тежки модификации срещат трудности при поддържането на темпо с по-леките бомбардировачи, поради което проектът е изоставен и постепенно прекратен през юли 1943 г. Последните производствени блокове на B-17F от заводите на Douglas, обаче, приемат предния купол на YB-40, което им придава голяма отбранителна способност.
Когато се появява окончателният B-17G, броят на картечниците вече е нараснал от 7 на 13, станциите на стрелба са финализирани и са завършени други корекции. B-17G е последният вариант на Летящата крепост, включвайки всички промени от предшественика си, B-17F. От него са произведени общо 8680 бройки, последната която от Lockheed на 28 юли 1945 г. Много от самолетите B-17G са адаптирани за други мисии, като например превоз на товари, тестване на двигатели и разузнаване. Обозначавани като SB-17G (по-късно B-17H), редица самолети B-17G са преобразувани така, че да изпълняват спасителни акции.
Към края на Втората световна война поне 25 бройки B-17 са снабдени с радиоуправление и телевизионни камери и са заредени с 9000 kg взривни вещества. Тяхната цел е дистанционно да бомбардират тежко укрепени мишени, като мисията е одобрена на 26 юни 1944 г. Първите четири самолета са изпратени срещу Мимойек, бункера Сиракур, бункера Еперлек и купола Елфо на 4 август, но нанасят само малко поражения. Проектът е прекратен внезапно, след като възниква необясним взрив във въздуха на B-24 Либърейтър.

## Спецификации (B-17G)
Основни характеристики
- Екипаж: 10 души (пилот, втори пилот, навигатор, бомбардир, летателен инженер, радиооператор, артилеристи ×4)
- Дължина: 22,66 m
- Разпереност: 31,62 m
- Височина: 5,82 m
- Площ на крилете: 131,92 m2
- Тегло празен: 16 391 kg
- Тегло зареден: 24 500 kg
- Максимално тегло за излитане: 29 700 kg
- Съотношение: 7,57
- Задвижване: 4 × Wright R-1820-97 турбокомпресорни радиални двигателя, 1200 к.с. (895 kW) всеки

Експлоатационни качества
- Максимална скорост: 462 km/h
- Крайцерска скорост: 293 km/h
- Боен обсег: 3219 km с 2700 kg бомбен товар
- Таван на изкачване: 10 850 m
- Скорост на изкачване: 4,6 m/s

Въоръжение
- Оръдия: 13 × 12,7-mm картечници „Браунинг M2“ на девет позиции
- Бомби: общо 7800 kg бомбен заряд

## Потребители
- Аржентина
- Боливия
- Бразилия
- Канада
- Колумбия
- Дания
- Доминиканска република
- Франция
- Нацистка Германия (пленени бройки)
- Иран
- Саудитска Арабия
- Израел
- Япония
- Мексико
- Никарагуа
- Перу
- Португалия
- ЮАР
- Тайван
- СССР
- Швейцария
- Швеция
- Великобритания
- САЩ

## Галерия
- Модел 299 NX13372
- Оръдейният купол на носа на Модел 299
- Носовата част на B-17F
- Носовата част на B-17G
- B-17 от 398-а бомбардировъчна група във формация в полет към Ноймюнстер, 13 април 1945 г.
- B-17F във формация над Швайнфурт, 17 август 1943 г.
- Бомбардиране от B-17F над облаците над Бремен, 13 ноември 1943 г.
- B-17F от 92-ра бомбардировъчна група над Европа
- Формация от B-17 преминава под ожесточен противовъздушен обстрел над Мерзебург, 1944 г.
- B-17G след директен удар от противовъздушен снаряд по крилото
- B-17G, след като е убил уцелен над Кьолн, 15 октомври 1944 г.
- Преобразуван B-17 (PB-1G) на американската брегова охрана след Втората световна война
- Спасителен SB-17G, ок. 1950 г.
- B-17G на авиошоу през 2014 г.